# Palestinian Airlines
Palestinian Airlines era la aerolínea de bandera de Palestina con sede en Gaza, Palestina. Palestinian Airlines operaba vuelos programados en rutas internacionales desde Gaza hacia el Oriente Medio y el norte de África; también operaba viajes para peregrinos hacia Yeda. 
Su base principal fue el Aeropuerto de Puerto Saíd y luego el Aeropuerto Internacional Yasser Arafat hasta 2001 cuando éste fue destruido por las Fuerzas de Seguridad de Israel. Entre 2001 y 2020 su base fue el Aeropuerto Internacional de El Arish en Egipto ya que Palestina no cuenta con aeropuerto propio. 
Palestinian Airlines era miembro de la Organización Árabe de Transportistas Aéreos.

## Historia

### SigloXX
La aerolínea fue creada el 1 de enero de 1995 e inició sus operaciones en junio de 1997 con una serie de vuelos chárter que transportaban peregrinos hacia Yeda. Los vuelos operaban inicialmente desde Gaza, pero debido a una prohibición israelí, los vuelos operaron desde Puerto Saíd, en el norte de Egipto. Los servicios programados se iniciaron el 23 de julio de 1997, con vuelos entre El Arish y Jordania y Arabia Saudita. Palestinian Airlines transfirió su base nuevamente a Gaza tras la reapertura del aeropuerto en noviembre de 1998. 

### SigloXXI
La aerolínea debió quedarse en tierra en octubre de 2000 luego de que hechos de violencia ocurrieran en la región y debió trasladar su base a El Arish en diciembre de 2001, desde donde sólo operó servicios limitados. La aerolínea pertenecía al gobierno palestino. Palestinian Airlines pertenecía a la organización Arab Air Carriers Organization. La empresa cesó todas sus operaciones en diciembre de 2020.

## Destinos
Palestinian Airlines volaba a tres destinos en tres países.
| País           | Ciudad   | Nombre del aeropuerto                       |
| -------------- | -------- | ------------------------------------------- |
| Arabia Saudita | Yeda     | Aeropuerto Internacional Rey Abdulaziz      |
| Egipto         | El Arish | Aeropuerto Internacional de El Arish (base) |
| Egipto         | El Cairo | Aeropuerto Internacional de El Cairo        |
| Jordania       | Amán     | Aeropuerto Internacional Reina Alia         |

## Flota

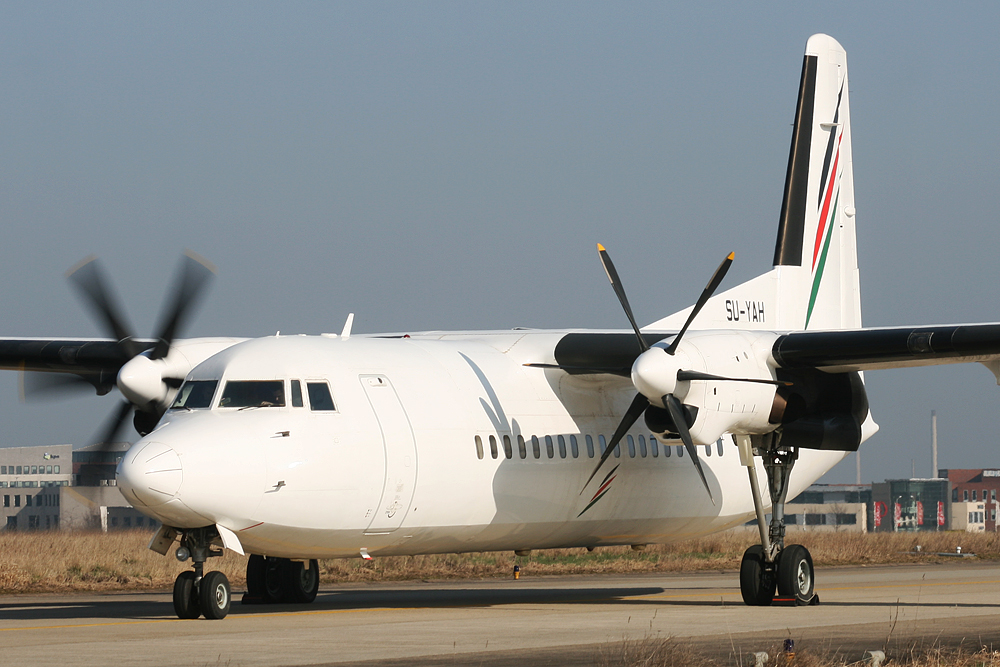
Avioneta Fokker 50 de Palestinian Airlines en 2012.

En julio de 2019, la flota de Palestinian Airlines constaba de los siguientes aviones:
- Fokker 50
- Boeing 727

## Códigos
- Código IATA: PF
- Código OACI: PNW
- Llamada: Palestinian